# 横地治男
横地 治男（よこち はるお、1912年3月10日- 2007年3月28日）は、日本の実業家、柔道家。島根県隠岐の島町名誉町民。

## 来歴
島根県隠岐郡出身。島根県立隠岐商船水産学校（現・島根県立隠岐水産高等学校）を卒業し陸軍に入隊、少尉で終戦を迎えて満州から復員した。復員後は防錆用の塗料販売業を手掛け、1956年に大日本化学商事（現ダイニッカ）として法人化。リッカーが経営破綻した際には一時期事業管財人を務めている。
実業界での活動の傍ら1975年には東京都世田谷区に柔道の私塾「講道学舎」を創立。オリンピック選手をふくめ、約200名の選手を輩出した。また、全日本柔道連盟顧問も務めた。
2007年3月28日、不整脈のため東京都目黒区の病院で死去、95歳没。

## 人物
講道学舎の元塾生である古賀稔彦によると、戦争を経験していたことから、結果を出したら喜ぶタイプではなく、その勝負に対して命を懸けているかどうかが判断基準だったとTBS系のバラエティ番組「水曜日のダウンタウン」の説「PL学園野球 この世の地獄説」でのインタビューで語られている。

## 家族
孫に柔道家の持田達人、北田典子がいる。